# Clayton Fredericks
Clayton Fredericks (Moora, 17 novembre 1967) è un cavaliere australiano, vincitore della medaglia d'argento nel Completo a squadre, alle olimpiadi di Pechino 2008.

## Palmarès
- Olimpiadi

Pechino 2008: argento nel completo a squadre.